# Космос-215
«Космос-215» — советский искусственный спутник Земли (ИСЗ) типа ДС-У1, ставший первой успешно функционирующей космической обсерваторией.
Запущен 18 апреля 1968 года со стартового комплекса №86/4 космодрома Капустин Яр, на сравнительно низкую орбиту с апогеем 426 км и перигеем 261 км. «Космос-215» был оснащен восемью небольшими оптическими телескопами с диаметром зеркал 7 см, предназначавшимися для наблюдений за излучениями горячих звёзд в диапазоне от оптического до УФ с длиной волны 122,5 нм. Кроме них на борту имелся рентгеновский телескоп и два фотометра для регистрации УФ-излучения Солнца, рассеянного земной атмосферой.
На советском ИСЗ «Космос-215» проводились астрономические наблюдения 10-см телескопами, оборудованными узкополосными детекторами с полосой примерно 10 нм, функционировавшими в диапазоне 100—300 нм, рентгеновским телескопом и фотометром, реагировавшим на оптическое излучение.
Аппарат был построен на основе спутника серии ДС-У, который являлся неориентируемым. На борту   «Космос-215» впервые был установлена система гашения угловой скорости.
В корпусе был установлен  постоянный магнит, который ориентировался вдоль вектора напряженности. При вращении спутника в карданом подвесе, в котором был закреплен магнит, возникало трение и за счет него энергия вращения рассеивалась и происходило успокаивание системы.